# Staatliche Pädagogische Universität Wolgograd
Die Staatliche Pädagogische Universität Wolgograd (auch Wolgograder Staatliche Pädagogische Universität aus dem russischen: Волгоградский государственный педагогический университет) ist eine staatliche pädagogische Hochschule in der russischen Stadt Wolgograd.

## Geschichte
1931 wurde die Universität per Dekret durch den Rat der Volkskommissare der UdSSR als Nachfolger des Industriellen Pädagogischen Instituts von Stalingrad eingerichtet. Das Gebäude war samt der Bücherei während der Schlacht von Stalingrad während des Zweiten Weltkrieges komplett zerstört worden. 1949 erhielt die Schule den Namen des Schriftstellers Alexander Serafimowitsch. Im Rahmen der politischen Reformen 1961 durch Nikita Chruschtschow wurde nicht nur der Ort, sondern auch die Institution umbenannt. 1992 erhielt sie dann Universitätsstatus. Sie zählte Ende der 1990er Jahre zu den 10 besten pädagogischen und sprachlichen Einrichtungen Russlands und zu den 100 besten Universitäten weltweit.

## Universität
2011 gibt es rund 7.700 Studenten, davon 5.000 Vollzeit-Studenten, und 650 wissenschaftlichen Angestellten. Es gibt 13 Fakultäten; Rektor der Universität ist Aleksandr Korotkov.